# Knooppunt Heverlee
Het knooppunt Heverlee is een verkeerswisselaar ten zuidwesten van het Belgische Leuven. Hier eindigt de A2/E314 Leuven-Lummen op de A3/E40 Brussel-Luik.
Knooppunt Heverlee is een trompetknooppunt.
| Aansluitende wegen | Aansluitende wegen | Aansluitende wegen | Aansluitende wegen | Aansluitende wegen      |
| ------------------ | ------------------ | ------------------ | ------------------ | ----------------------- |
|                    |                    |                    |                    | richting Hasselt / Genk |
|                    |                    |                    |                    |                         |
| richting Brussel   | richting Luik      |                    |                    |                         |
|                    |                    |                    |                    |                         |
|                    |                    |                    |                    |                         |

Aalbeke · Antwerpen-Centrum · Antwerpen-Haven · Antwerpen-Noord · Antwerpen-Oost · Antwerpen-West · Antwerpen-Zuid · Arquennes · Battice · Beaufays · Beveren · Bois-d'Haine · Brugge · Cerexhe · Charleroi-Nord · Charleroi-Sud · Cheratte · Daussoulx · Destelbergen · Doornik · Familleureux · Fexhe-Slins · Gent-Centrum · Gouy · Grâce-Hollogne · Groot-Bijgaarden · Hautrage · Hauts-Sarts · Heppignies · Heverlee · Hoog-Itter · Houdeng-Goegnies · Jabbeke · Jemappes · Kortrijk-West · Kortrijk-Zuid · Leonardkruispunt · Loncin · Lummen · Machelen · Marcinelle · Marquain · Merelbeke · Moorsele · Neufchâteau · Ranst · Sint-Stevens-Woluwe · Strombeek-Bever · Thiméon · Ville-sur-Haine · Vottem · Wilrijk-Valaar · Zaventem · Zwijnaarde